# Джон Мерфі (плавець)
Джон Мерфі (англ. John Murphy, 19 липня 1953) — американський плавець.
Олімпійський чемпіон 1972 року.
Чемпіон світу з водних видів спорту 1973, 1975 років.
Переможець Панамериканських ігор 1971 року.